# Finanční poradce
Finanční poradce je člověk, který klientovi poskytuje odborný názor na řešení životních potřeb v oblasti jeho privátních financí, což zahrnuje poskytování rad ohledně hospodaření s finančními prostředky, vytváření majetku a investování finančních prostředků soukromých a veřejných subjektů. Výsledkem služby finančního poradenství může být buď realizace nebo nerealizace tohoto řešení. Finanční poradce upozorní klienta na všechny možné výhody a nevýhody daného řešení. Poradce je placen buď přímo klientem, provizně od finanční instituce nebo kombinací těchto variant. Ani v případě provizně placeného poradenství nepracuje pro klienty zdarma. Důležitá u finančního poradce není jen odbornost, ale zároveň také etický přístup a osobní odpovědnost ke své profesi.
Vyhledávání finančních poradců je způsobeno tím, že každý člověk v průběhu svého života řeší nejrůznější potřeby finančních produktů: spoření (úspory a jejich rozvoj), zdravotní, životní, penzijní nebo majetkové pojištění, hypotéční financování, úvěrové zdroje a jiné. Současně lze ale na stejnou množinu produktů nahlížet jako na řešení potřeb člověka: zajištění a zhodnocení volných finančních prostředků, zajištění příjmu v nemoci nebo ve stáří, zabezpečení existujícího majetku včetně bydlení, krátkodobě nutné finanční zdroje atd.
Finanční poradci nemají příliš dobrou pověst. Částečně je to dáno tím, že kromě povinných zkoušek nemají dostatečné vzdělání – často jsou vzděláním převážně školení o tom, jak prodat nejvíce finančních produktů.

## Historie
Historie a kořeny finančního poradenství jsou propojeny s pojišťovnictvím. V západním demokratickém světě došlo k rozmachu finančního poradenství v 70. letech 20. století. Československo bylo v té době v područí SSSR, proto se vývoj zdejšího trhu opozdil přibližně o dvě desetiletí. Před rokem 1989 byl v Československu víceméně monopol několika málo finančních společností, jako byly Česká spořitelna nebo Česká pojišťovna.
Neexistence složitějších finančních produktů nevyvolávala poptávku po komplexních finančních programech, a tedy ani po finančních poradcích. Podnikání, tedy i finanční poradenství, se začíná rozvíjet až po pádu komunistického režimu. V Československu resp. České republice došlo k největšímu boomu finančního poradenství v 90. letech souběžně s pojišťovacími makléři, agenty apod. V této době se na poli investičního poradenství začalo uplatňovat podvodné Ponziho schéma. V roce 1993 začala platit povinnost registrace finančních poradců u Úřadu státního dozoru v pojišťovnictví a penzijním připojištění Ministerstva vnitra České republiky. Tento úřad ukončil svoji činnost 31. března 2006 a od tohoto data převzala tuto správu Česká národní banka.

## Finanční poradenství
Finanční trh sám o sobě se skládá z nejrůznějších firem a institucí, jejichž hlavním posláním je práce s finančními prostředky klienta a samozřejmě též generování zisku. Ať už jsou to banky, nebo spořitelny, případně pojišťovny, vždy je jejich obchodním zájmem pracovat s financemi nashromážděnými od svých klientů. Tyto instituce se však pohybují v konkurenčním prostředí, ovšem na trhu, kde převládá informační asymetrie. Finanční prostředky jsou univerzální a jejich převod jinam je otázkou dní. Proto se finanční instituce snaží u svých klientů zvyšovat tržní podíl tím, že nabízejí stále více komplexních produktů a jejich kombinace řízení vztahů se zákazníky. Finanční a majetkové poradenství vychází z poznání faktu, že pro běžného člověka je znalost veškerých finančních produktů na finančním trhu méně důležitá, než poznání toho, co chce těmito produkty řešit.
Finanční poradenství je poskytování poradenství, a to jak osobního a rodinného, jež se týká fyzických osob, tak i firemního týkající se právnických osob. Ve všech zmiňovaných sférách se zaměřuje na finanční otázky. Je to služba zahrnující poskytování rad ohledně investování finančních prostředků. Obvyklými okruhy finančního poradenství je zajištění penzí resp. zlepšení finanční situace klientů v penzi, zajištění rizik hrozících klientům ať už v zaměstnání, ve sportu apod., financování bydlení atd. Subjektů poskytujících finanční poradenství je mnoho. Teoreticky by měl sice poradce hájit zájmy klienta, avšak v praxi se může vyskytovat v konfliktu zájmů, a to tehdy, je-li motivován především výší provize u konkrétního produktu a upřednostní tedy výši svého zisku před doporučením optimálního produktu pro svého klienta.
Zahrnuje v sobě dlouhodobou spolupráci klienta a finančního poradce. To znamená, že finanční poradenství nekončí po schůzce, ale předpokládá se dlouhodobá spolupráce, kdy finanční poradce poskytuje svému klientovi „servis“ služby – informuje ho o změnách na finančních trzích, o nových možnostech či produktech na trhu a také o možnostech přizpůsobení stávajících produktů aktuálním trendům a vývoji na trzích. Všechny tyto aktivity provádí finanční poradce v zájmu svého klienta, jelikož hájí jeho zájmy a nehájí zájmy žádné z finančních společností. To je samozřejmě ideální stav a dělá to jen ten poradce, který si od zákazníka nechá za svoji práci zaplatit. Pokud nenechá, je jeho práce „pro zákazníka“ sporná. Je totiž placen institucemi, které mu dodávají produkty. Jak to chodí, to je popsáno v dalším odstavci.
Soukromé finanční a majetkové poradenství poskytuje mnoho firem. Základní rozdělení trhu lze učinit v rovině klientem placené služby, nebo služby placené finanční institucí. V prvním případě je finanční poradenství realizováno s tím, že klient má uzavřenu smlouvu o poskytování poradenských služeb. Platba je většinou paušální za předem zvolené období a poradenská společnost se dohodne s klientem na tom, co je jeho požadavkem, jaká jsou jeho kritéria řešení. Druhou formou je poradenství poskytované klientovi zdarma s tím, že poradenská firma je odměněna z finančního trhu. Nelze obecně určit, která z variant je pro klienta výhodnější. U varianty hrazené klientem nechybí motivace poradce k dlouhodobé spokojenosti klienta s poskytovanými službami, protože odměna je přímo spojena s kvalitou a realizací návrhů. U varianty úhrady za služby z finančního trhu je zase možné neseriózní vyhodnocení potřeb klienta, ve snaze o co nejvyšší odměnu z trhu. Nicméně obě řešení budou dlouhodobě funkční pro obě strany (tedy poradce i klienta), pouze za předpokladu dobře odvedené práce poradce a otevřenosti klienta. Snahou centrálního řízení poradenských firem je vychovat si kvalitní poradenskou strukturu, která bude schopna plnit dlouhodobě požadavky klientů. Poradenské společnosti většinou pracují formou MLM modelu nebo franšízingu = tedy poskytnutím licence pro realizaci služeb pod jejich jménem – franšízing a Česká asociace franchisingu.

### Nezávislé finanční poradenství
„Nezávislé“ finanční poradenství je obor, v němž finanční poradce není vázán ke konkrétní finanční instituci (bance, či pojišťovně). Poradce tudíž svým klientům nenabízí pouze úzký okruh finančních produktů od konkrétní finanční instituce, jak je tomu v případě vázaných bankovních či pojišťovacích zprostředkovatelů. Nezávislý finanční poradce pracuje pro finančně poradenskou společnost, která sama vlastní finanční produkty nenabízí. Tato společnost spolupracuje s řadou partnerských finančních institucí, které zastupuje a jejichž produkty svým klientům zprostředkovává prostřednictvím svých finančních poradců. Jedná se o banky, pojišťovny, penzijní fondy, stavební spořitelny, investiční společnosti aj, a právě na prodejích jejich produktů profituje.
Díky široké základně obchodních partnerů je možno vybírat svým klientům produkty různé povahy a od různých finančních institucí. Ideálně je možno dostat právě takový produkt, který by nejlépe pokryl potřeby zákazníka. Dříve [kdy?] se produkty lišily provizemi pro poradce a poradci proto často posílali klienty tam, kde to pro ně znamenalo největší odměnu. Tyto praktiky však byly vymýceny v rámci regulace a dnes se provize od různých institucí liší maximálně v řádech desítek korun (toto je způsobeno tím, že každá společnost provizi počítá trošičku jinak).[zdroj?]
Alternativa v podobě placeného poradenství sice existuje, dobrá rada finančního poradce však obecně může být dost drahá. Opravdovou nezávislost na finančních domech nelze zaručit:
- Finanční poradce sice může být nezávislý ve smyslu širší nabídky produktů, že není vázaným agentem jediného finančního domu,
- nicméně stále zůstává pod vlivem svých různě vysokých provizí z nabízených produktů (je-li jejich zástupcem), tedy je ve střetu svého zájmu proti zájmům zákazníka. Nepoměr bývá zvýrazněn krátkodobými „akčními slevami“ vypisovatelů produktů, díky kterým pak poradci mohou svá doporučení pro dlouhodobá řešení zákazníkovy situace měnit ze dne na den, najednou doporučovat jiné řešení, tedy jiný produkt.

Zejména tento rozpor je důvodem pro silné tlaky občanských sdružení na ochranu spotřebitelů, aby finanční zprostředkovatelé-poradci dodržovali přísné etické kodexy. Praktická vymahatelnost takových kodexů a prokazatelnost jejich případných porušení však i tak zůstává sporná.

### Hypoteční poradenství
Hypoteční poradce je osoba poskytující odborné poradenství v oblasti hypotečních úvěrů. Zabývá se porovnáváním aktuálních nabídek na hypotečním trhu, může vystupovat nezávisle i závisle na hypoteční bance. Porovnává úroky jednotlivých hypoték, jejich možnou výši, poplatky, dobu fixace a další parametry. Na základě nich by měl vybrat nejvhodnější hypotéku a výběr přizpůsobit konkrétním nárokům a požadavkům klienta.

## Finanční poradenství podle zemí

### Česko
V České republice služby soukromého finančního poradenství poskytují jednak finanční ústavy, většinou banky s širokou škálou dceřiných společností (banka + stavební spořitelna + penzijní fond + pojišťovna), se snahou o maximalizaci svého podílu na trhu. Výhodou je komplexní řešení často na jednom místě, nevýhodou nutné univerzální řešení, které nemusí vyhovovat každému. V rámci univerzálního přístupu k řešení existují na trhu lokální i nadnárodní společnosti poskytující tyto služby prostřednictvím svých obchodních sítí. V této oblasti podnikání je rozšířeno jak řešení formou pobočkových sítí, tak i modelem MLM. Vzhledem ke specifikům těchto služeb je i z hlediska zákonné úpravy tato činnost regulována ČNB – formou autorizace jednotlivých subjektů na trhu oprávněných k poskytování těchto služeb, kteří musejí mít pro svou činnost licenci.
Techniky používané finančními poradci mohou škodit, lze se setkat s poradci, kteří nejsou dobří ve znalosti produktů, ale umí dobře manipulovat s lidmi. Jediná obrana proti tomu je finančního poradce si prověřit.

### Slovensko
Od 1. 1. 2010 na Slovensku platí zákon č. 186/2009 Z. z. o finančním zprostředkování a finančním poradenství, který zavádí nový systém regulace zprostředkování a poradenství na území Slovenské republiky.
Zákon reguluje finanční zprostředkování a poradenství pro následující obory
- pojištění a zajištění
- kapitálový trh
- doplňující důchodové spoření
- přijímání vkladu
- poskytování úvěru a spotřebitelských úvěrů

Pro osoby, které vykonávají finanční zprostředkování nebo poskytující finanční poradenství, zavádí zákon následující kategorie:
- Finanční agent
- Samostatný finanční agent
- Vázaný finanční agent
- Podřízený finanční agent
- Finanční poradce

Každá kategorie přesně a jasně definuje zda finanční zprostředkovatel nebo poradce musí mít písemnou smlouvu s finančními institucemi (případně upřesňuje zda pouze s jednou fin. institucí), zda potřebuje povolení Národní banky Slovenska, zda musí být zapsaný v registru Národní Banky Slovenska nebo zda musí mít bydliště na území Slovenské republiky.
Žádost o udělení povolení je zpoplatněna částkou 300 EUR (pro právnickou osobu) a 100 EUR (pro fyzickou osobu). V případě změny rozhodnutí je poplatek poloviční.

### Německo
Zaměření finančních poradců se může značně lišit a není tedy stanovena jednotná odborná kvalifikace. Obecný předpoklad ale je, že finanční poradce je certifikovaný a dále se vzdělává v oborech úvěrů, kapitálového investování a pojištění.

### Polsko
V Polsku bývá finanční poradce často zaměňován s investičním poradcem. Investiční poradce je ale osoba, která složila zkoušku u Komise finančního dozoru a ta je pak zařazena na seznam investičních poradců. Zatímco na kvalifikaci polských finančních poradců nejsou zákonem kladeny žádné požadavky.
Komise finančního dozoru (Komisja Nadzoru Finansowego) pracuje na změnách předpisu, aby finanční poradce nemohl klientovi nutit finanční služby, zároveň však smyslem těchto změn není zavádění byrokratických překážek pro výkon povolání finančního poradce.

### USA
V USA jsou tři typy licencí pro fyzické osoby podnikající jako finanční poradci:
- Investiční poradce
- Registrovaný zástupce (také označovaný jako makléř)
- Nezávislý pojišťovací agent

Praxe investičního poradenství, prodej investičního spoření a pojišťovacích produktů jsou regulovány a proto finanční poradci musí složit zkoušku a registrovat se v jednom nebo více státech před začátkem podnikání. Registrační proces pro soukromé finanční poradce se stává složitější kvůli požadované zkoušce, záznamům o bezúhonnosti a finanční historii a také kvůli narůstající regulaci ze stran státu.
Obecně dle právního řádu USA musí finanční poradci své klienty informovat plně a srozumitelně o všech poplatcích (tzv. povinnost důvěrně informovat) tak, aby klient měl pro své rozhodnutí všechny potřebné informace.